# Anton Josef Leeb
Anton Josef rytíř Leeb (13. června 1769 Mikulov - 6. prosince 1837 Vídeň) byl rakouský státní úředník moravského původu a bývalý starosta Vídně.